# 邢邦
邢邦（？—？），字維翰，號少岩，山東東昌府臨清州人，民籍，明朝政治人物。

## 生平
嘉靖十三年（1534年）甲午科山東鄉試第四十七名舉人。嘉靖三十八年（1559年）中式己未科會試第二百七十四名，三甲第一百六十五名進士。初授安慶府潛山縣知縣，四十年調任江西泰和县知县。歷官至陕西临洮府知府，萬曆二年（1574年）正月升長蘆都轉運鹽運使司運使，萬曆七年六月升四川右參政兼按察司僉事、整飭建昌等處監管分巡督理糧儲。

## 家族
曾祖邢琛，壽官；祖父邢畯，典史；父邢秉仁，進士。母于氏；繼母解氏。永感下。弟邠、郇。子邢其任、孙邢泰吉均为进士。